# Къща на Горгона Медуза
Къщата на Горгона Медуза е сред археологическите обекти в Дуга, съвременен Тунис.
В къщата се е запазила мозайка, от която се показва главата на Горгона Медуза, която се съхранява с възстановките в Национален музей „Бардо“.